# El Prometatge de la Verge
El Prometatge de la Verge és un quadre d'El Greco, actualment al Museu Nacional d'Art de Romania. Està catalogat per Harold Wethey amb el núm. 96 al seu Catàleg raonat d'obres d'aquest artista. Als dos inventaris realitzats després de la mort d'El Greco hi consten dues obres amb aquesta temática. Tot i que aquesta pintura va ser retallada verticalment en una data moderna, les seves mesures no coincideixen amb cap de les de les dues obres inventariades.
El Greco també va pintar una obra d'aquest tema per a un retaule lateral al Santuario de Nuestra Señora de la Caridad, a Illescas, Província de Toledo. Aquesta tela antigament a Illescas està actualment desaparegura, però tant per les seves dimensions com per l'estil, és més que dubtós que es tractés de la pintura actualment a Bucarest.

## Temàtica de l'obra
El prometatge o les esponsalles de la Mare de Déu amb Josep de Natzaret és un episodi que no consta als Evangelis canònics, però sí a certs Llibres apòcrifs i a la Llegenda àuria de Iacopo da Varazze.

## Anàlisi de l'obra
El quadre no està signat. Anteriorment havia estat mesurat en 150 x 110 cm. Va ser retallat, segurament a la part inferior, probablement a finals del s. XIX.
D'acord amb Josep Gudiol, aquesta obra podría haver sigut un estudi preparatori per al quadre desaparegut de l'església d'Illescas, o bé una rèplica d'aquest llenç. Tot i que és una obra inacabada, Gudiol considera aquest quadre avui a Bucarest com a la summa de les audàcies d'El Greco per la técnica utilitzada.
La composició és estrictament simétrica. El Sacerdot és al centre, Sant Josep i dos altres homes són a la dreta, mentre la Verge i dues dones són a l'esquerra. El personatge situat entre el sacerdot i Sant Josep és possiblement un autoretrat d'El Greco. Els personatges están representats en Isocefàlia, i tenen una gran qualitat. Per tant, aquesta obra no desdiu de l'estil final del mestre.

## Procedència
- Comtessa de Quinto (venda a París, l'any 1862, qual el quadre va ésser mesurat en 150 x 80 cm.)
- Alphonse Oudry (segona venda a París, l'any 1869)
- Palau Reial de Sinaia, a Romania
- Museu Nacional d'Art de Romania[1]

## Còpies
H.E. Wethey esmenta una còpia moderna.
- Barcelona; Col·lecció privada; Oli sobre llenç; 57 x 42 cm.[3]